# 이익수
이익수(李益壽, 1653년 ~ 1708년)는 조선 후기의 문신이다. 숙종 때 좌참찬을 지냈다. 본관은 전주이며, 호는 백묵당, 자는 구이이다.

## 생애
숙종 12년인 1686년에 문과에 합격하여 지평, 정언, 부수찬을 하면서 옥당으로 임금께 직언을 많이 하였으나 1689년 당시 기사환국 때 서인의 당여로 몰려서 숙청되었다. 그러나 1694년에 갑술환국이 일어난 후에 다시 등용되어서 1695년에 부수찬에 다시 임명된 이후 교리, 헌납, 부수찬, 수찬, 이조좌랑, 검토관, 부교리, 교리, 이조정랑, 겸사서, 겸문학, 응교 등 청요직을 하면서 언관으로 활약하였다. 이후 다시 수찬, 부교리, 사인, 응교, 강관, 사간, 겸보덕을 거쳐서 1697년에는 승지가 되었고 이후 1700년에는 대사간에 제수되었다. 이후 예조참판, 이조참판으로 동지경연사를 겸했고 1701년에는 동지의금부사가 되어서 무고의 옥사를 주관하였다. 이후 다시 대사간이 되었으며 1702년에 경기도관찰사로 외직에 나갔다가 사역원제조를 거쳐서 1703년에는 공조참판에 제수되어 내직으로 돌아왔다. 이후 1704년에는 형조판서가 되어서 정경의 반열에 올랐으며 이후 한성부판윤과 이조판서, 예조판서를 거쳐서 좌참찬이 되었고 판의금부사를 겸직한다. 이후 1708년에 사망한다.